# Симонс, Джулиан
Джулиан Густав Симонс (или Саймонс, англ. Julian Gustave Symons; 30 мая 1912, Лондон, Англия — 19 ноября 1994, Уолмер, Кент, Англия) — английский писатель, поэт, биограф, историк, литературный критик, теоретик детективного жанра. Автор популярных детективов, сочетающих новации и традиции жанра. Являлся одним из председателей Детективного клуба.

## Биография
Родился 30 мая 1912 года в Лондоне. Был самым младшим в семье, состоявшей из пяти детей. Его отец, Моррис Альберт Симонс (Morris Albert Symons), до Первой мировой войны был продавцом подержанных товаров, затем стал аукционистом, но ни одна из работ не приносила достаточно денег для безбедного существования семьи. Он был строгим отцом, воспитывал детей в духе викторианской эпохи. Джулиан упоминает, что отец был эмигрантом, прибывшим в Англию в ранней молодости, однако писатель так и не сумел добиться от него каких-либо сведений о его происхождении.
В детстве Джулиан страдал от заикания, и его устроили в школу, где обучение совмещалось с лечебными процедурами. Несмотря на проблемы с речью, мальчик выделялся высоким интеллектом и, когда ему удалось вылечиться, быстро нагнал школьную программу. Окончив в 14 лет школу, он составил себе интенсивный курс самообразования, включавший лучшие произведения литературы.
Прежде, чем стать известным писателем, Симонс работал стенографистом-машинистом, секретарём в инженерной фирме и копирайтером рекламных текстов для государственных учреждений Лондона. Его литературную карьеру можно разделить на два этапа. В 1930-е годы Симонс был увлечён радикальной поэзией, в 1937-м даже основал маленький журнал «Стихи двадцатого века» (Twentieth Century Verse). В то время он был представителем группы молодых поэтов — наследников Стивена Спендера и Уистена Хью Одена. К началу Второй мировой войны Симонс уже успел опубликовать два сборника стихов и приобрести репутацию проницательного литературного критика.
В 1941-м он женился на Кэтлин Кларк (Kathleen Clark), которая впоследствии родила ему двух детей — Сару и Мориса. В 1942—1944 гг. проходил службу  в Королевском танковом корпусе Британской армии.
В 1945 году Симонс издал роман «Дело о нематериальном убийстве» (The Immaterial Murder Case), который стал поворотным в его литературной карьере. Он написал его ещё до войны как пародию на художественные движения в литературе тех лет, но публиковать долгое время не решался. Шесть лет рукопись пролежала в ящике стола, пока Кэтлин случайно не наткнулась на неё и не предложила отдать издателю, у которого муж работал копирайтером, чтобы оплатить задолженности, которые Симонс из-за невысокой зарплаты всё никак не мог погасить. Возможно, если бы не совет жены, он так и не стал бы известным детективщиком. Этот роман, а также второй — «Человек по имени Джонс» (A Man Called Jones), изданный в 1947-м, остались почти не замеченными читателями и критиками, но зато в какой-то мере обеспечили Симонса финансово и позволили больше времени посвящать литературным исследованиям. Третий роман, «Начало Блэнда» (Bland Beginning, 1949), стал подлинным началом для будущего мастера детективов. В четвёртом своём романе «Тридцать первое февраля» (The Thirty-first of February), вышедшем в 1950-м, писатель отошёл от традиционных форм классического детектива, решив использовать экспериментальные подходы.
Одновременно Симонс набирал вес и как литературный критик. В 1947 году Джордж Оруэлл доверил ему вести колонку в книжном обозрении в Manchester Evening News, которую до того вёл сам. Также Симонс в течение многих лет писал отзывы для лондонской The Sunday Times. Позже состоял членом Совета Лондонского университета, читал лекции в качестве приглашённого профессора в Амхерстском колледже (Массачусетс, США).
Джулиан Симонс был одним из основателей Ассоциации криминальных писателей, в которой в 1958—1959 гг. занимал должность председателя. Вполне возможно, это выдвижение случилось в связи с тем, что в 1957-м его роман «Перекрёстная фальшивка» получил награду как лучший криминальный роман. В 1966 году другое произведение писателя, «Цвет убийства», ещё раз было удостоено этой премии, а в 1990-м самого писателя наградили Алмазным кинжалом Картье за достижения в области жанра.
Симонс являлся председателем многих обществ, в т. ч. Клуба Агаты Кристи и Общества Конан Дойля, получил множество наград от различных организаций. Так, Американское общество детективных писателей дважды удостаивало его или созданное им произведение Премии Эдгара Аллана По: в 1961 году награду получил сам Симонс — за достижения в области криминальной литературы, а в 1973-м специальной премией «Эдгар» была отмечена его монография «Кровавое убийство». В 1982 году писатель был назван Великим Магистром. Также Симонс получал награды от Шведской детективной академии, Датского клуба Эдгара По. В 1975-м он стал членом Королевского общества литературы.
Джулиан Симонс скончался 19 ноября 1994 года в Уолмере, Кент. Последний его роман — «Разновидность добродетели: Политико-криминальный роман» (A Sort of Virtue: A Political Crime Novel) — вышел в 1996 году, спустя два года после смерти писателя.

## Особенности творчества
Джулиан Симонс сыграл решающую роль в подготовке теоретической базы для перехода от классического детектива к криминальному роману. По сути, благодаря ему появилось то разнообразие жанровых формул, которое мы наблюдаем сегодня. В своих теоретических работах он на удивление точно спрогнозировал основные направления развития детектива: углублённое исследование человеческой психики в условиях стресса, иронические комментарии на происходящие события и размывание до бесконечности различий между правонарушением и силой закона.
Симонс предполагал, что основной причиной интереса читателей к детективному жанру является факт социального давления и разнообразные репрессивные действия по отношению к личности, и потому в своём творчестве сосредоточился на психологическом романе. Его герои — это в большинстве своём обычные люди, доведённые до отчаяния либо оказавшиеся в «хичкоковском» кошмаре. Они совершают отчаянные действия, продиктованные стрессом и реализованные в повседневной жизни. В романах Симонса границы криминального жанра расширены; это доказывает, что детектив, подобно классическому роману, может отображать искажённые аспекты общества, требующие пристального внимания.
Ключевая заслуга Джулиана Симонса состоит в его теоретическом вкладе. Здесь особенно можно выделить две его монографии: «Детектив в Великобритании» (The Detective Story in Britain, 1962) и «Кровавое убийство: от детектива к криминальному роману» (Bloody Murder: From the Detective Story to the Crime Novel, 1972). Хотя сегодня многие исследователи относятся к выводам, сделанным в работах Симонса, с иронией, для своего времени (конца 1960-х — начала 1970-х гг.) его предположение о сдвиге интереса читателя от формальной загадки к психологии человека, от увлечённого разгадывания тайн в классическом детективе к акцентам на характер и мотивацию имели революционное значение.

## Избранная библиография[3]

### Романы
- «Дело о нематериальном убийстве» (The Immaterial Murder Case, 1945).
- «Человек по имени Джонс» (A Man Called Jones, 1947).
- «Начало Блэнда» (Bland Beginning, 1949).
- «Тридцать первое февраля» (The Thirty-First of February, 1950).
- «Ломаный грош» (The Broken Penny, 1953).
- «Сужающийся круг» (The Narrowing Circle, 1954).
- «Погоня за бумагой» (Paper Chase, 1956); в США выходил под названием «Удача Богуа» (Bogue’s Fortune).
- «Цвет убийства» (The Colour of Murder, 1957; премия «Золотой кинжал» (Gold Dagger Award, 1957)).
- «Гигантская тень» (The Gigantic Shadow, 1958); в США выходил под названием «Мечта трубы» (The Pipe Dream).
- «Разрастание криминала», в рус. перев. «Картина преступления» (The Progress of a Crime, 1960; премия «Эдгар» (Edgar Award, 1961) за лучший роман).
- «Убийство Фрэнси Лейка» (The Killing of Francie Lake, 1962); в США издавался под названием «Простой человек» (The Plain Man).
- «Конец Соломона Гранди» (The End of Solomon Grundy, 1964).
- «Наследство Бельтинга» (The Belting Inheritance, 1965).
- «Человек, убивший себя» (The Man Who Killed Himself, 1967).
- «Человек, чьи мечты сбылись» (The Man Whose Dreams Came True, 1968).
- «Человек, потерявший жену» (The Man Who Lost His Wife, 1970).
- «Игры и игроки», в рус. перев. «Игра в безумие» (The Players and the Game, 1972).
- «Заговор против Роджера Райдера» (The Plot Against Roger Rider, 1973).
- «Проблема третьей трубы» (A Three-Pipe Problem, 1975).
- «Отравления Блэкхита» (The Blackheath Poisonings, 1978).
- «Сладкая Аделаида» (Sweet Adelaide, 1980).
- «Убийства Детлинга» (The Detling Murders, 1982); в США публиковался под названием «Тайна Детлинга» (The Detling Secret).
- «Имя Аннабель Ли» (The Name of Annabel Lee, 1983).
- «Уголовная комедия довольной пары» (The Criminal Comedy of the Contented Couple, 1985); в США выходил под названием «Криминальная комедия» (A Criminal Comedy).
- «Убийства в кентской усадьбе» (The Kentish Manor Murders, 1988).
- «У смерти мрачное лицо» (Death’s Darkest Face, 1990).
- «Нечто вроде любовной интриги» (Something Like a Love Affair, 1992).
- «Игра счастливых семей» (Playing Happy Families, 1994).
- «Разновидность добродетели: политико-криминальный роман» (A Sort of Virtue: A Political Crime Novel, 1996).

### Лучшие рассказы
- «Убийство! Убийство!» (Murder! Murder!, 1961).
- «Фрэнсис Куорлз расследует» (Francis Quarles Investigates, 1965).
- «Как расставить ловушку Крука» (How to Trap a Crook, 1977).
- «Великие детективы: семь оригинальных исследований» (Great Detectives: Seven Original Investigations, 1981).
- «Тигры обывателей» (The Tigers of Subtopia, 1982).
- «Неужели Шерлок Холмс встречался с Эркюлем…» (Did Sherlock Holmes Meet Hercule…, 1988).
- «Человек, который ненавидел телевидение» (The Man Who Hated Television, 1995).
- «Шерлокианский дуэт Джулиана Симонса» (A Julian Symons Sherlockian Duet, 2000).
- «Открытия Фрэнсиса Куорлза» (The Detections of Francis Quarles, 2006).

### Биографии, исторические и литературные исследования
- «А. Дж. А. Симонс: его жизнь и размышления» (A. J. A. Symons: His Life & Speculations, 1950; биография).
- «Чарльз Диккенс» (Charles Dickens, 1951).
- «Томас Карлейль. Жизнь и идеи пророка», в рус. перев. «Карлейль» (Thomas Carlyle. The Life and Ideas of a Prophet, 1952 (?), биография).
- «Преступные деяния» (Criminal Acts, 1955).
- «Хорейшио Боттомли» (Horatio Bottomley, 1955, биография).
- «Всеобщая стачка — исторический портрет» (The General Strike — A Historical Portrait, 1959).
- «Разумное сомнение» (A Reasonable Doubt, 1960, нон-фикшн).
- «Тридцатые: Мечта на время вернулась» (The Thirties: A Dream Revolved, 1960; переработано в 1975).
- «Кампания Буллера» (Buller’s Campaign, 1963; военная история).
- «Гордость Англии: Рассказ о спасательной экспедиции Гордона» (England’s Pride: The Story of the Gordon Relief Expedition, 1965).
- «Преступление и его раскрытие: Иллюстрированная история с 1840 г.» (Crime and Detection: An Illustrated History from 1840, 1966).
- «Критические случаи» (Critical Occasions, 1966; эссе).
- «Между войнами» (Between the Wars, 1972; история).
- «Заметки из другой страны» (Notes from Another Country, 1972; рассказы).
- «Кровавое убийство — от детектива к криминальному роману: История» (Bloody Murder — From the Detective Story to the Crime Novel: History, 1972; специальная премия «Эдгар» (Edgar Award, 1973); переработано в 1985, 3-е переработанное издание в 1992, 4-е — в 1994); в США издавалось под названием «Смертельные выводы»  (Mortal Consequences).
- «Размышление об Одене» (A Reflection on Auden, 1973; поэма, газетная публикация).
- «Суровые 30-е» (The Angry 30s, 1976; история).
- «Сердце-обличитель: Жизнь и творчество Эдгара Аллана По» (The Tell-Tale Heart: The Life and Works of Edgar Allan Poe, 1978).
- «Конан Дойль — портрет художника»  (Conan Doyle — Portrait of an Artist, 1979).
- «Агата Кристи — искусство преступления» (Agatha Christie — the Art of Her Crimes, 1981).
- «Критические наблюдения: Различные эссе» (Critical Observations: Diverse Essays, 1981).
- «Преступление в шутку и его раскрытие» (Crime and Detection Quiz, 1983).
- «1948-й и 1984-й. Вторая памятная лекция Оруэлла» (1948 and 1984. The Second Orwell Memorial Lecture, 1984).
- «Дэшил Хэммет» (Dashiel Hammett, 1985).
- «Два брата. Фрагменты переписки» (Two Brothers. Fragments of a Correspondence, 1985).
- «Создатели нового: Революция в литературе, 1912—1939» (Makers of the New: The Revolution in Literature, 1912—1939, 1987).
- «Оскар Уайльд: Проблема в биографии» (Oscar Wilde: A Problem in Biography, 1988; лекция Дж. Ларси в Амхерстском колледже).
- «Кто-нибудь ещё» (Somebody Else, 1990; рассказы).
- «Тридцатые и девяностые» (The Thirties and the Nineties, 1990).
- «Портреты пропавших без вести: Воображаемые биографии» (Portraits of The Missing: Imaginary Biographies, 1991).
- «Существует ли литература?» (Does Literature Exist?, 1992; лекция Дж. Ларси, Амхерстский колледж).
- «Уголовные практики — произведения Симонса о криминале, написанные с 60-х по 90-е» (Criminal Practices — Symons on Crime Writing 60s to 90s, 1994).

### Сборники поэзии
- «Путаница по поводу икса» (Confusions about X, 1938, изд. Fortune Press).
- «Второй человек» (The Second Man, 1943).

## Премии
- «Кинжалы» (Daggers Awards, 1966; специальная премия за заслуги).
- Премия Мартина Бека (Martin Beck Award, 1971; за лучший криминальный роман в переводе («Тридцать первое февраля»)).
- Премия Эдгара Аллана По (Edgar Award, 1982)
- «Бриллиантовый кинжал Картье» (Cartier Diamond Dagger, 1990; Грандмастер).